# Lintjärnen (Järna socken, Dalarna)
Lintjärnen är en sjö i Vansbro kommun i Dalarna och ingår i Dalälvens huvudavrinningsområde.